# Pseudophilautus zimmeri
Pseudophilautus zimmeri là một loài ếch đã tuyệt chủng thuộc họ Rhacophoridae. Chúng là loài đặc hữu của Sri Lanka.